# Mauritz Leschly
Mauritz Leschly (16. november 1841 i Egernførde – 29. december 1930 i København) var en dansk officer, far til Erik og Carl Leschly.
Han var søn af major Peter Leschly (1791-1869) og hustru Beate født Jissen (1812-1882), blev kadet 1858, 1860 sekondløjtnant ved 19. bataljon i Nyborg, 1861 forsat til 21. bataljon i Flensborg, med hvilken han deltog i felttoget 1864. Ved 21. bataljons ophævelse 1866 overgik han til 12. bataljon, men blev senere samme år forsat til 13. bataljon i København. Leschly gennemgik Hærens Officersskoles næstældste klasse 1868-70 og sammes generalstabsafdeling 1870-72. 1872 blev han adjudant ved 2. Generalkommando i Aarhus, overgik 1876 til 14. bataljon samme sted, men blev atter 1877 beordret som adjudant til Generalkommandoen. 1878 blev han forsat til 28. bataljon, blev samme år kaptajn og kompagnichef ved 8. bataljon, 1885 forsat til Generalstaben og ansat som souschef ved 2. Generalkommando og blev 21. februar samme år Ridder af Dannebrog. 1890 avancerede han til oberstløjtnant, blev samme år kommandør for 20. bataljon, 1891 chef for samme bataljon, 26. maj 1892 Dannebrogsmand, 1895 forsat til Generalstaben og stabschef ved 2. Generalkommando, 29. april 1896 Officer af Æreslegionen, 1897 oberst i Generalstaben og blev 17. maj 1899 Kommandør af 2. grad af Dannebrog.
1900 forlod han stillingen som stabschef ved 2. Generalkommando og blev chef for 4. regiment. Han blev generalmajor og chef for 1. Jydske Brigade 1903 og generalløjtnant og chef for 2. Generalkommando 1905. 1911 fik han afsked fra militæret. Han var i mellemtiden blevet Kommandør af 1. grad (16. maj 1905) og Storkors (1910) af Dannebrog og dekoreret med flere udenlandske ordener.
Han blev gift 10. november 1876 med Julie Sophie Neergaard (19. januar 1856 – 1910), datter af oberst Sophus Julius Neergaard og Ane Kirstine Møller.
Portrætfotografier af bl.a. I.F. Dresler, A. Gylstorff og af Sophus Juncker-Jensen 1903.